# Newton (Nova Jérsei)
Newton é uma cidade  localizada no estado americano de Nova Jérsei, no Condado de Sussex.

## Demografia
Segundo o censo americano de 2000, a sua população era de 8244 habitantes.
Em 2006, foi estimada uma população de 8337, um aumento de 93 (1.1%).

## Geografia
De acordo com o United States Census Bureau tem uma área de
8,0 km², dos quais 8,0 km² cobertos por terra e 0,0 km² cobertos por água.

## Localidades na vizinhança
O diagrama seguinte representa as localidades num raio de 16 km ao redor de Newton.